# Zhongneng
Zhongneng Vehicle Group Company Limited (также известна как Zhongneng Industrial Group) — китайский производитель бензиновых и электрических мотоциклов, скутеров и квадроциклов под брендами ZNEN, Motowin, Fosti, Moden Electric и Moto Morini. Основан в 1988 году, штаб-квартира и основные предприятия расположены в Тайчжоу (провинция Чжэцзян).

## История
В 1988 году Чэнь Хуанэн основал в Тайчжоу завод Donghai Machinery, который производил комплектующие для холодильников и мелкой бытовой техники. В 1996 году была основана компания Taizhou Zhongneng Photoelectric, которая наладила выпуск фотоэлектрических материалов для бытовой техники, электрических велосипедов, а также бензиновых мопедов под маркой ZNEN. В 1998 году название компании сменилось на Zhejiang Zhongneng Photoelectric, она начала активно экспортировать в Азию и Восточную Европу лампы, электрооборудование и скутеры, произведённые по японской лицензии.
В 2002 году в Сяосе (район Луцяо) был открыт новый завод по производству легких мотоциклов, а название компании было изменено на Zhejiang Zhongneng Motorcycle. В 2003 году были основаны две дочерние компании — Taizhou Zhongneng Automobile (пластиковые компоненты для автомобилей) и Taizhou Zhongneng Motorcycle (компоненты для мотоциклов).
В 2004 году компания Zhejiang Zhongneng Motorcycle была переименована в Zhejiang Zhongneng Industrial Group. В 2005 году была основана дочерняя компания Foshan Fosti Motorcycle Manufacturing (Фошань) по производству лёгких мотоциклов и скутеров. В 2006 году компания Zhongneng представила первый самостоятельно разработанный скутер ZNEN Zoom. В 2009 году был открыт новый завод по производству скутеров в Синьцяо (Луцяо). В 2013 году была основана дочерняя компания Moden Electric Vehicle Technology, занятая разработкой и производством электрических мотоциклов, а в 2017 году открылся новый завод в Taizhou Bay New Area.
В октябре 2018 года Zhongneng Vehicle Group приобрела за 10 млн евро итальянскую мотоциклетную компанию Moto Morini (Тривольцио), основанную в 1937 году.

## Деятельность
Компания Zhongneng производит бензиновые и электрические мотоциклы и скутеры, а также электрические велосипеды под марками ZNEN и Moto Morini. 

### Структура
- Taizhou Zhongneng Import and Export[6]
- Foshan Fosti Import and Export
- Zhejiang Zhongneng Industrial Group
- Taizhou Zhongneng Motorcycle
- Foshan Fosti Motorcycle Manufacturing[7]
- Moden Electric Vehicle Technology
- Taizhou Zhongneng Automobile
- Moto Morini (Италия)[8]